# Catedral de San David (Cardiff)
La Catedral San David de Cardiff (en inglés:  St David's Cathedral Cardiff ; o bien la Catedral Metropolitana de San David, Metropolitan Cathedral Church of St David) es una catedral católica en el centro de la ciudad de Cardiff, la capital de Gales en el Reino Unido, es el centro de la Arquidiócesis de Cardiff. Situada en la calle Charles, la Catedral sigue siendo el punto focal de la vida católica en Cardiff, y el país en su conjunto. Es una de los 3 únicas catedrales católicas del Reino Unido que está asociada con una escuela de coros.
El arzobispo metropolitano es, desde 2011, George Stack.